# Avon Championships of Kansas 1980
L'Avon Championships of Kansas 1980 è stato un torneo di tennis giocato sul sintetico indoor. È stata la 2ª edizione del torneo, che fa parte del WTA Tour 1980. Si è giocato a Kansas City negli Stati Uniti, dal 14 al 20 gennaio 1980.

## Campionesse

### Singolare
Martina Navrátilová ha battuto in finale  Greer Stevens con il punteggio di 6–0, 6–2

### Doppio
Billie Jean King /  Martina Navrátilová hanno battuto in finale  Laura DuPont /  Pam Shriver con il punteggio di 6–3, 6–1